# 11615 Naoya
11615 Naoya este un asteroid din centura principală de asteroizi.

## Descriere
11615 Naoya este un asteroid din centura principală de asteroizi. A fost descoperit pe 13 ianuarie 1996 la Kitami de Kin Endate și Kazuro Watanabe. Asteroidul prezintă o orbită caracterizată de o semiaxă mare de 3,18 ua, o excentricitate de 0,16 și o înclinație de 2,5° în raport cu ecliptica.